# الغييل (وادي العين)

تعديل مصدري - تعديل

الغييل هي إحدى قرى عزلة وادي العين بمديرية حورة التابعة لمحافظة حضرموت، بلغ تعداد سكانها 12 نسمة حسب تعداد اليمن لعام 2004.